# Ленский бассейновый округ

Бассейн реки Лена

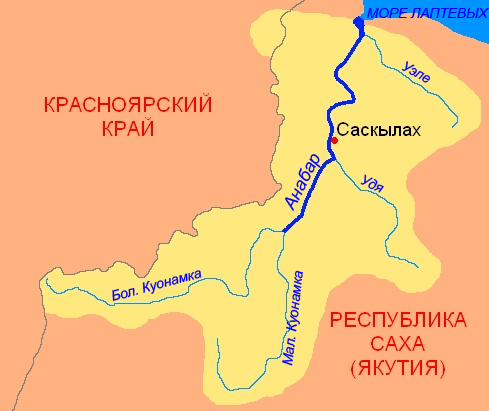
Бассейн реки Анабар

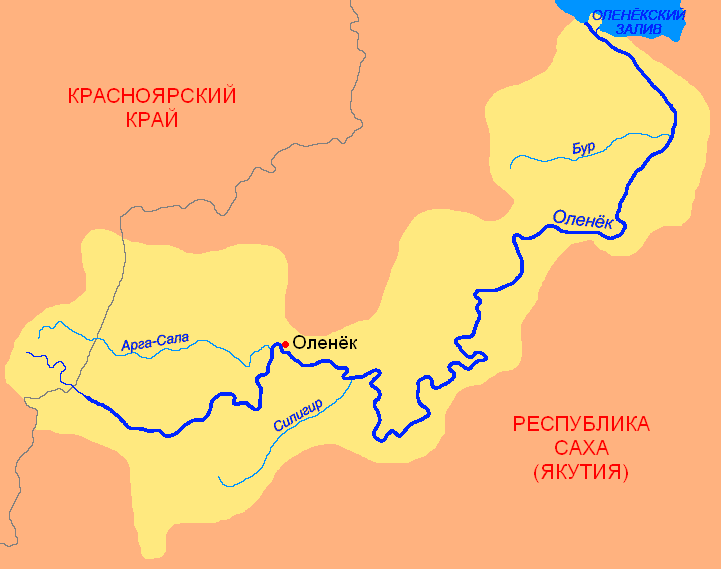
Бассейн реки Оленёк

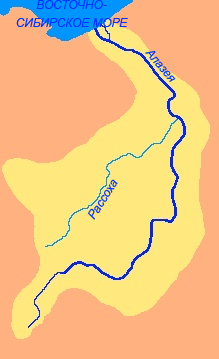
Бассейн реки Алазея

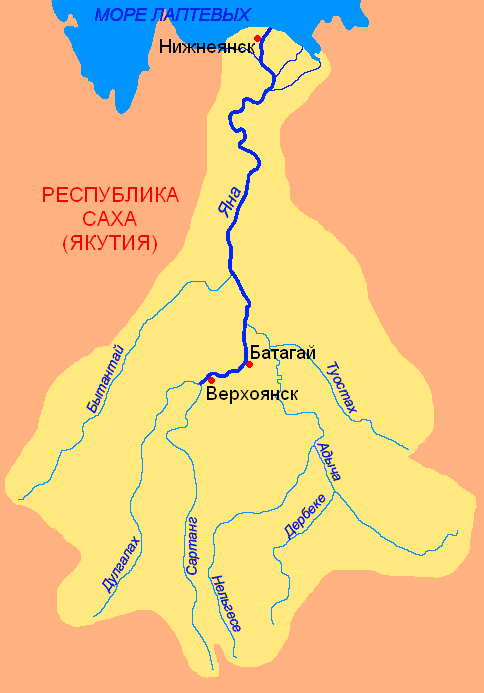
Бассейн реки Яна

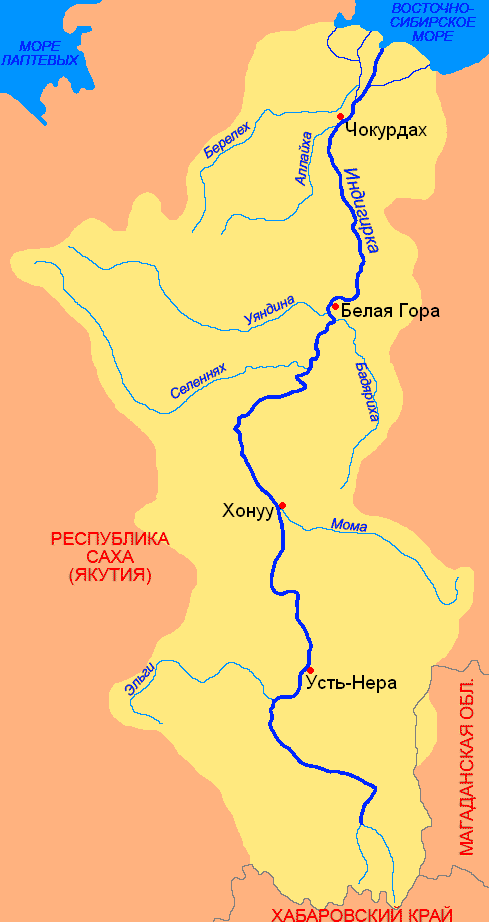
Бассейн реки Индигирка

Ленский бассейновый округ — один из 20 бассейновых округов России (согласно ст.28 Водного Кодекса).
Появился в 2006 году с целью выделения особой области использования и охраны водных объектов рек бассейна Лены, Яны и Индигирки и связанных с ним подземных водных объектов.
Подразделы Ленского бассейнового округа выделяются цифровым кодом 18.
Подразделяется на:
- 18.01 — Анабар
  - 18.01.00 — Анабар[1]
    - 18.01.00.001 — Реки бассейна моря Лаптевых (включая р. Анабар) от восточной границы бассейна р. Тикян-Юрях на западе до границы бассейна р. Оленёк на востоке
    - 18.01.00.100 — Острова моря Лаптевых в пределах внутренних морских вод и территориального моря РФ, прилегающего к береговой линии гидрографической единицы 18.01.00 (вкл. о-в Большой Бегичев)

- 18.02 — Оленёк
  - 18.02.00 — Оленёк[2]
    - 18.02.00.001 — Оленёк от истока до в/п ГМС Сухана
    - 18.02.00.002 — Оленёк от в/п ГМС Сухана до устья

- 18.03 — Лена
  - 18.03.01 — Лена[3]
    - 18.03.01.001 — Лена от истока до г. Усть-Кут
    - 18.03.01.002 — Лена от г. Усть-Кут до г. Киренск
    - 18.03.01.003 — Киренга
    - 18.03.01.004 — Лена от г. Киренск до впадения р. Витим

  - 18.03.02 — Витим[4]
    - 18.03.02.001 — Витим от истока до в/п с. Калакан
    - 18.03.02.002 — Витим от в/п с. Калакан до в/п с. Спицино
    - 18.03.02.003 — Витим от в/п с. Спицино до г. Бодайбо
    - 18.03.02.004 — Мамакан от истока до створа Мамаканской ГЭС
    - 18.03.02.005 — Витим от г. Бодайбо до устья без р. Мамакан (от истока до Мамаканской ГЭС)

  - 18.03.03 — Лена между впадением Витима и Олекмы[5]
    - 18.03.03.001 — Нюя
    - 18.03.03.002 — Лена от впадения р. Витим до в/п с. Мача без р. Нюя
    - 18.03.03.003 — Лена от в/п с. Мача до устья р. Олекма

  - 18.03.04 — Олёкма[6]
    - 18.03.04.001 — Олекма от истока до в/п с. Усть-Нюкжа
    - 18.03.04.002 — Чара
    - 18.03.04.003 — Олекма от в/п с. Усть-Нюкжа до устья без р. Чара

  - 18.03.05 — Лена между впадением Олекмы и Алдана[7]
    - 18.03.05.001 — Лена от устья Олекмы до в/п п. Покровск
    - 18.03.05.002 — Лена от в/п п. Покровск до впадения р. Алдан

  - 18.03.06 — Алдан[8]
    - 18.03.06.001 — Алдан от истока до в/п г. Томмот
    - 18.03.06.002 — Алдан от в/п г. Томмот до впадения р. Учур
    - 18.03.06.003 — Учур
    - 18.03.06.004 — Алдан от впадения р. Учур до впадения р. Мая
    - 18.03.06.005 — Мая от истока до в/п с. Аим
    - 18.03.06.006 — Мая от в/п с. Аим до устья
    - 18.03.06.007 — Алдан от впадения р. Мая до впадения р. Амга
    - 18.03.06.008 — Амга
    - 18.03.06.009 — Алдан от впадения р. Амга до устья

  - 18.03.07 — Лена между впадением Алдана и Вилюя[9]
    - 18.03.07.001 — Лена от впадения р. Алдан до впадения р. Вилюй

  - 18.03.08 — Вилюй[10]
    - 18.03.08.001 — Вилюй от истока до в/п Усть-Амбардах
    - 18.03.08.002 — Вилюй от в/п Усть-Амбардах до Вилюйской ГЭС
    - 18.03.08.003 — Вилюй от Вилюйской ГЭС до впадения р. Марха
    - 18.03.08.004 — Марха
    - 18.03.08.005 — Тюнг
    - 18.03.08.006 — Вилюй от впадения р. Марха до устья без р. Тюнг

  - 18.03.009 — Лена ниже впадения Вилюя до устья[11]
    - 18.03.09.001 — Лена от впадения р. Вилюй до в/п ГМС Джарджан
    - 18.03.09.002 — Лена от в/п ГМС Джарджан до в/п с. Кюсюр
    - 18.03.09.003 — Лена от в/п с. Кюсюр до устья

- 18.04 — Яна
  - 18.04.01 — Яна до впадения Адычи[12]
    - 18.04.01.001 — Яна от истока до впадения р. Адыча

  - 18.04.02 — Адыча[13]
    - 18.04.02.001 — Адыча

  - 18.04.03 — Яна ниже впадения Адычи[14]
    - 18.04.03.001 — Бытантай
    - 18.04.03.002 — Яна от впадения р. Адыча до устья без р. Бытантай
    - 18.04.03.003 — Реки бассейна моря Лаптевых от границы бассейна р. Лена на западе до границы бассейна р. Яна на востоке
    - 18.04.03.004 — Реки бассейна моря Лаптевых от границы бассейна р. Яна на западе до границы бассейна Восточно-Сибирского моря (мыс Святой Нос) на востоке

- 18.05 — Индигирка
  - 18.05.00 — Индигирка[15]
    - 18.05.00.001 — Индигирка от истока до впадения р. Нера
    - 18.05.00.002 — Индигирка от впадения Неры до впадения Момы
    - 18.05.00.003 — Индигирка от впадения Момы до в/п Белая Гора
    - 18.05.00.004 — Индигирка от в/п Белая Гора до устья
    - 18.05.00.005 — Реки бассейна Восточно-Сибирского моря от мыса Святой Нос на западе до границы бассейна р. Индигирка на востоке
    - 18.05.00.100 — Острова в пределах внутренних морских вод и территориального моря РФ, прилегающего к береговой линии гидрографической единицы 18.05.00 (вкл. Новосибирские острова)

- 18.06 — Алазея
  - 18.05.00 — Алазея[16]
    - 18.06.00.001 — Реки бассейна Восточно-Сибирского моря (вкл. р. Алазея) от границы бассейна р. Индигирка на западе до границы бассейна р. Колыма на востоке